# Framboise

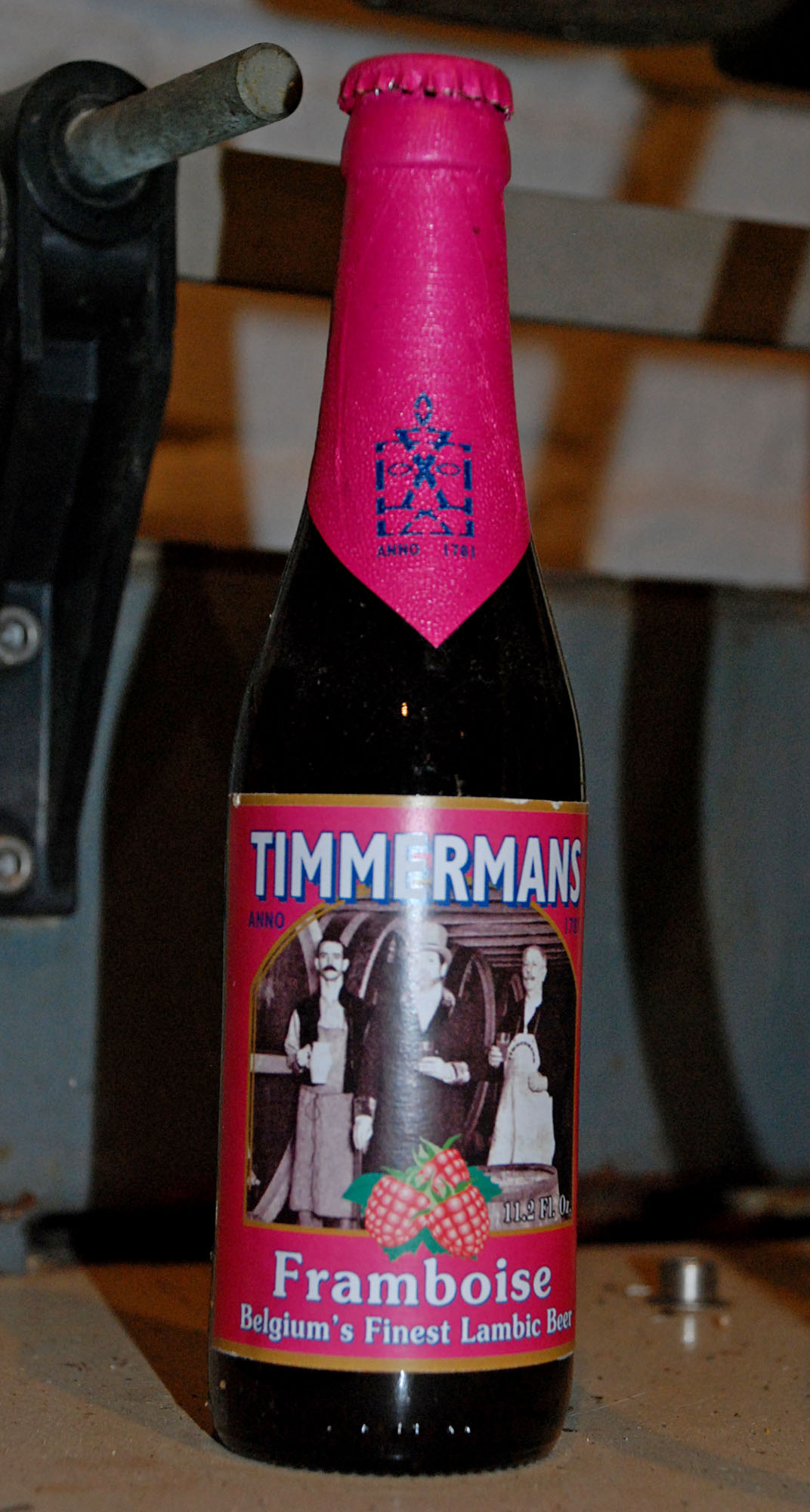
Framboise belga.

Framboise (pronunciación en francés: /fʁɑ̃bwaz/) es el nombre de dos tipos de bebidas alcohólicas fermentadas con frambuesa (framboise en francés).

## Cerveza
Framboise hace referencia generalmente a una cerveza belga lambic que se fermenta mediante frambuesas, es uno de los muchos tipos modernos de cerveza de fruta que ha sido inspirada por la cerveza más tradicional kriek, que se fabrica adicionándole guindas (cerezas).
Framboise se suele servir en un vaso pequeño que se asemeja a una copa de champán, sólo que más corto (también podría ser un cáliz). La mayoría de las framboise son bastante dulces, aunque la Cervecería Cantillon produce una versión ácida llamada Rosé de Gambrinus que se basa en el estilo tradicional kriek. La cervecería Liefmans utiliza cerveza oud bruin en lugar de lambic para hacer su framboise, que resulta en un sabor diferente.

## Eau de vie
Framboise también hace referencia a un aguardiente (eau de vie) destilado con frambuesas.